# Pecho e' Fierro
Pecho e' Fierro es una banda uruguaya que fusiona el rock con el folclore. Se formó en San José en el año 1998. 
Está integrada por: Leonardo Carlini en guitarra y voz, Michel Fauci en bajo y Elvis Morales en batería.

## Historia
Pecho e' Fierro nació en la ciudad de San José, a partir de la disolución de la banda Globos del Sur. 
En su gestación estuvo integrada por Leonardo Carlini en voz y guitarra y Carlos Aguette en el bajo. 
Compusieron nuevas canciones y retomaron otras de la extinta Globos del sur.
En primera instancia se integró Ernesto Curcho en batería, pero al poco tiempo fue suplido por Elvis Morales. 
De esta manera, la banda se consolidó como un trío.
Al año de su formación, grabaron el demo Mordiendo el tiempo, que contenía seis temas. 
En el 2000 grabaron el demo Alma criolla, sangre y acero. 
Ambos demos fueron grabados de forma artesanal, pero las canciones serían posteriormente revividas en otros discos. 
En el año 2001 grabaron de forma independiente el disco Por ser pocos, del que se editaron solo cien copias. 
El disco contenía una versión del tema Por ser pocos de Tabaré Etcheverry junto a otros doce temas.
En 2004 participaron del primer concurso Rock en Ruedas, que organizó Cutcsa, resultando ganadores.
En 2006 empezaron a grabar lo que sería su primer disco oficial, Pecho e' Fierro. Para este disco se integró Michel Fauci en el bajo, en lugar de Gabriel Tesija que anteriormente había suplido a Carlos Aguette. Se grabó de forma separada el bajo y la batería en los estudios Sondor y la voz y la guitarra en «Tío Riki». Ese mismo año se presentaron en el festival Pilsen Rock ante más de cuarenta mil personas, lo cual multiplicó la difusión del grupo y les abrió camino hacia el interior del país.
En 2007 se editó finalmente Pecho e' Fierro bajo el sello Perro Andaluz.
En 2008 grabaron el álbum Alma Criolla en los estudios de Javier Longui y se lanzó a la venta ese mismo año. El disco fue masterizado por Riki Musso, que de ahí en más le daría una nueva impronta musical a la banda, y editado por Perro Andaluz.
En 2010 se editó Pecho e’ Fierro en Vivo, el primer DVD de la banda, que fue grabado en una actuación de 2009 en la Sala Zitarrosa y que incluye grabaciones de ensayos de la banda y material filmado en el balneario Arazatí, en el Cerro de Montevideo, en Paso Molino y en otros lugares.
Entre julio y agosto de 2011 grabaron en los estudios sondor el disco Negra Milonga, con la producción de Riki Musso. 
Salió a la venta en noviembre del mismo año bajo el sello Bizarro Records. 
Entre fines de 2013 y principios de 2014 grabaron el disco Silencio Bagual que tuvo a Gabriel Peluffo como invitado y cuya portada fue diseñada por Jorge Mancebo, quien fuera alumno directo de Joaquín Torres García.
En 2021 se integra a la banda Santiago Casaretto como bajista tras la salida de Michel Fauci.

## Origen del nombre
El nombre de la banda hace referencia al apodo de Tabaré Etcheverry. Cuando Leonardo Carlini y Carlos Aguette (miembros fundadores) terminaron de tocar el tema Zafrero de Tabaré Etcheverry en un ómnibus que transitaba por Avenida 8 de Octubre, una pareja de veteranos les dijo «¿Saben cómo le dicen a Tabaré en Cerro Largo? Pecho de Fierro» desde ahí lo adoptaron como nombre de la banda.

## Estilo musical
Blusero, africano, indio, tano.

Milonga, flamenco, tango soy.

Qué le voy a hacer si me parió

folclore y rock and roll,

de guitarra criolla distorsión,

canción de acero y tripas juntas soy...
Galopera, Pecho e' Fierro

Desde sus comienzos Pecho e' Fierro fue concebida como una fusión de géneros musicales. Sus discos fusionan el hard rock, el punk o el metal con ritmos folclóricos como la milonga. Sus principales influencias han sido bandas como: Led Zeppelin, Black Sabbath, Deep Purple, Iron Maiden, Metallica, Pink Floyd, Sepultura,Ricardo Iorio,Almafuerte y Psiglo. En cuanto a la fusión de rock y folclore, el disco La era de la boludez de Divididos marcó un antes y un después en la concepción musical de la banda. Han grabado versiones de varias canciones populares. Entre ellas, la más difundida ha sido A Don José, de Rubén Lena. Entre otras, también grabaron versiones de Metalúrgico, de Gerardo Lagos (letra) y Cacho Labandera (música) y Del templao, de Rubén Lena.

## Discografía
- Pecho e' Fierro (Perro Andaluz PA 3715-02, 2007)
- Alma Criolla (Perro Andaluz PA 4217-02, 2008)
- Pecho E’ Fierro en Vivo (DVD) (Perro Andaluz PA 4741/2, 2010)
- Negra Milonga (Bizarro Records, 2011)
- Silencio Bagual (Bizarro Records, 2014)
- Rock Criollo (Bizarro Records, 2016)
- Plantado En El Horizonte .